# Ditaxis breviramea
Ditaxis breviramea är en törelväxtart som först beskrevs av Johannes Müller Argoviensis, och fick sitt nu gällande namn av Ferdinand Albin Pax och Käthe Hoffmann. Ditaxis breviramea ingår i släktet Ditaxis och familjen törelväxter. Inga underarter finns listade i Catalogue of Life.